# ジェームズ・ロウリネイティス
ジェームズ・ロウリネイティス（James Richard Laurinaitis 1986年12月3日- ）は、ミネソタ州ミネアポリス郊外のウェイゼータ出身の元アメリカンフットボール選手。NFLのセントルイス・ラムズに所属していた。ポジションはラインバッカー。父親はプロレスラーのジョー・ロウリネイティス（ロード・ウォリアーズのアニマル）。

## 経歴
ミネソタ州でも3本の指に入る裕福なコミュニティで生まれ育った。高校時代、アメリカンフットボールの他にアイスホッケーでも活躍しNHLチームが2巡目または3巡目で指名するのではと見る向きもあったが高校3年次にミネソタ州の最優秀守備選手に選ばれたジェームズは、アメリカンフットボールを選ぶだろうとNHLチームの指名を受けることはなかった。高校卒業時、ジェームズに奨学金のオファーを提示したのは地元のミネソタ大学とオハイオ州立大学の2校だけであり、ジェームズはオハイオ州立大学を選んだ。
大学1年次の2005年は現在デトロイト・ライオンズに所属しているボビー・カーペンター（ストロングサイドラインバッカー）の控えとして全12試合に出場した。シーズン最終戦となるライバル校ミシガン大学戦でカーペンターが足を骨折したためノートルダム大学とのフィエスタボウルでは先発出場を果たした。
2006年には115タックル、4サック、5インターセプトの成績をあげて全米の最優秀守備選手に与えられるブロンコ・ナグルスキー賞を受賞した。この年にはディック・バトカス賞、チャック・ベドナリク賞の最終選考にも残りビッグ・テン・カンファレンスのファーストチームにも選出された。
2007年にはビッグ・テン・カンファレンスの最優秀守備選手に選ばれるとともに、全米最優秀のラインバッカーに贈られるディック・バトカス賞を獲得し2008年のドラフトにアーリーエントリーすればドラフトで全体10番目以内の指名を受ける可能性が噂されたが母校にとどまり、2008年にロニー・ロット賞を獲得すると共にウォルター・キャンプ賞の最終選考に残った15人（守備選手5人の1人）の1人となった。大学4年間でジェームズは大学史上4人目となる3年連続チームトップのタックル数を記録した。4年次の1試合あたり10.0タックルはカンファレンス2位、全米14位の記録であった。
2009年のNFLドラフト2巡目全体35番目にセントルイス・ラムズに指名されて入団した。開幕戦から先発ミドルラインバッカーとしてプレーしチームトップのタックルをあげてラムズの最優秀新人選手に与えられるキャロル・ローゼンブルーム賞を受賞した。またスポーティング・ニュースよりオールルーキーにも選ばれた。
2011年は142タックル、3サック、2インターセプトの活躍を見せた。
2012年9月、ラムズと5年4220万ドルの契約延長を果たした。
2017年4月11日、現役引退を表明した。

## 親族
ロード・ウォリアー・アニマルとして活躍した父親の他に、ジョン・ロウリネイティス（日本では主にジョニー・エースとして活躍した。）、マーク・ロウリネイティス（ザ・ターミネーター）を叔父に持つ。